# 阿由知通
阿由知通（あゆちとおり）は、愛知県名古屋市昭和区の地名。現行行政地名は阿由知通1丁目から阿由知通5丁目。住居表示未実施。

## 地理
名古屋市昭和区中央部に位置する。南は桜山町、北は千種区に接する。

## 歴史

### 町名の由来
「愛知」の古名「あゆち」による。

### 行政区画の変遷
- 1933年（昭和8年）
  - 9月20日 - 中区御器所町・千種町・広路町の各一部により、同区阿由知通として成立[1]。
  - 11月1日 - 御器所町の一部を編入する[1]。
- 1937年（昭和12年）10月1日 - 昭和区成立に伴い、同区阿由知通となる[1]。

## 世帯数と人口
2019年（平成31年）1月1日現在の世帯数と人口は以下の通りである。
| 町丁     | 世帯数    | 人口    |
| -------- | --------- | ------- |
| 阿由知通 | 1,176世帯 | 2,108人 |

### 人口の変遷
国勢調査による人口の推移
| 1995年（平成7年）  | 1,466人 | [ WEB 6 ]  |  |
| 2000年（平成12年） | 1,511人 | [ WEB 7 ]  |  |
| 2005年（平成17年） | 1,654人 | [ WEB 8 ]  |  |
| 2010年（平成22年） | 2,060人 | [ WEB 9 ]  |  |
| 2015年（平成27年） | 2,165人 | [ WEB 10 ] |  |

## 学区
市立小・中学校に通う場合、学校等は以下の通りとなる。また、公立高等学校に通う場合の学区は以下の通りとなる。なお、小・中学校は学校選択制度を導入しておらず、番毎で各学校に指定されている。
| 丁目          | 小学校                                                           | 中学校                                    | 高等学校 |
| ------------- | ---------------------------------------------------------------- | ----------------------------------------- | -------- |
| 阿由知通1丁目 | 名古屋市立吹上小学校                                             | 名古屋市立北山中学校                      | 尾張学区 |
| 阿由知通2丁目 | 名古屋市立吹上小学校                                             | 名古屋市立北山中学校                      | 尾張学区 |
| 阿由知通3丁目 | 名古屋市立吹上小学校 名古屋市立松栄小学校 名古屋市立御器所小学校 | 名古屋市立北山中学校 名古屋市立桜山中学校 | 尾張学区 |
| 阿由知通4丁目 | 名古屋市立松栄小学校 名古屋市立御器所小学校                      | 名古屋市立桜山中学校                      | 尾張学区 |
| 阿由知通5丁目 | 名古屋市立松栄小学校 名古屋市立御器所小学校                      | 名古屋市立桜山中学校                      | 尾張学区 |

## 交通
- 名古屋市道名古屋環状線[2]

## 施設
- 昭和区役所[2]
- 昭和保健センター[2]
- 阿由知郵便局[2]
- 真宗大谷派理相寺[2]
- 中部楽器技術専門学校

- 中部楽器技術専門学校

## その他

### 日本郵便
- 郵便番号 : 466-0027[WEB 3]（集配局：昭和郵便局[WEB 13]）。

### WEB
1. 1 2  “愛知県名古屋市昭和区の町丁・字一覧”.   人口統計ラボ. 2017年5月21日閲覧。
2. 1 2  “町・丁目(大字)別、年齢(10歳階級)別公簿人口(全市・区別)”.   名古屋市 (2019年1月23日). 2019年1月23日閲覧。
3. 1 2  “郵便番号”.  日本郵便. 2019年1月6日閲覧。
4. ↑  “市外局番の一覧”.   総務省. 2019年1月6日閲覧。
5. ↑  名古屋市役所市民経済局地域振興部住民課町名表示係 (2015年10月21日). “昭和区の町名”.   名古屋市. 2017年5月21日閲覧。
6. ↑  総務省統計局 (2014年3月28日). “平成7年国勢調査の調査結果(e-Stat) - 男女別人口及び世帯数 －町丁・字等” (CSV). 2019年4月27日閲覧。
7. ↑  総務省統計局 (2014年5月30日). “平成12年国勢調査の調査結果(e-Stat) - 男女別人口及び世帯数 －町丁・字等” (CSV). 2019年4月27日閲覧。
8. ↑  総務省統計局 (2014年6月27日). “平成17年国勢調査の調査結果(e-Stat) - 男女別人口及び世帯数 －町丁・字等” (CSV). 2019年4月27日閲覧。
9. ↑  総務省統計局 (2012年1月20日). “平成22年国勢調査の調査結果(e-Stat) - 男女別人口及び世帯数 －町丁・字等” (CSV). 2019年4月27日閲覧。
10. ↑  総務省統計局 (2017年1月27日). “平成27年国勢調査の調査結果(e-Stat) - 男女別人口及び世帯数 －町丁・字等” (CSV). 2019年4月27日閲覧。
11. ↑  “市立小・中学校の通学区域一覧”.   名古屋市 (2018年11月10日). 2019年1月14日閲覧。
12. ↑  “平成29年度以降の愛知県公立高等学校（全日制課程）入学者選抜における通学区域並びに群及びグループ分け案について”.   愛知県教育委員会 (2015年2月16日). 2019年1月14日閲覧。
13. ↑  郵便番号簿 平成29年度版 - 日本郵便. 2019年01月06日閲覧 (PDF)

### 書籍
1. 1 2 3 4  名古屋市計画局 1992, p. 798.
2. 1 2 3 4 5 6 7  「角川日本地名大辞典」編纂委員会 1989, p. 1456.

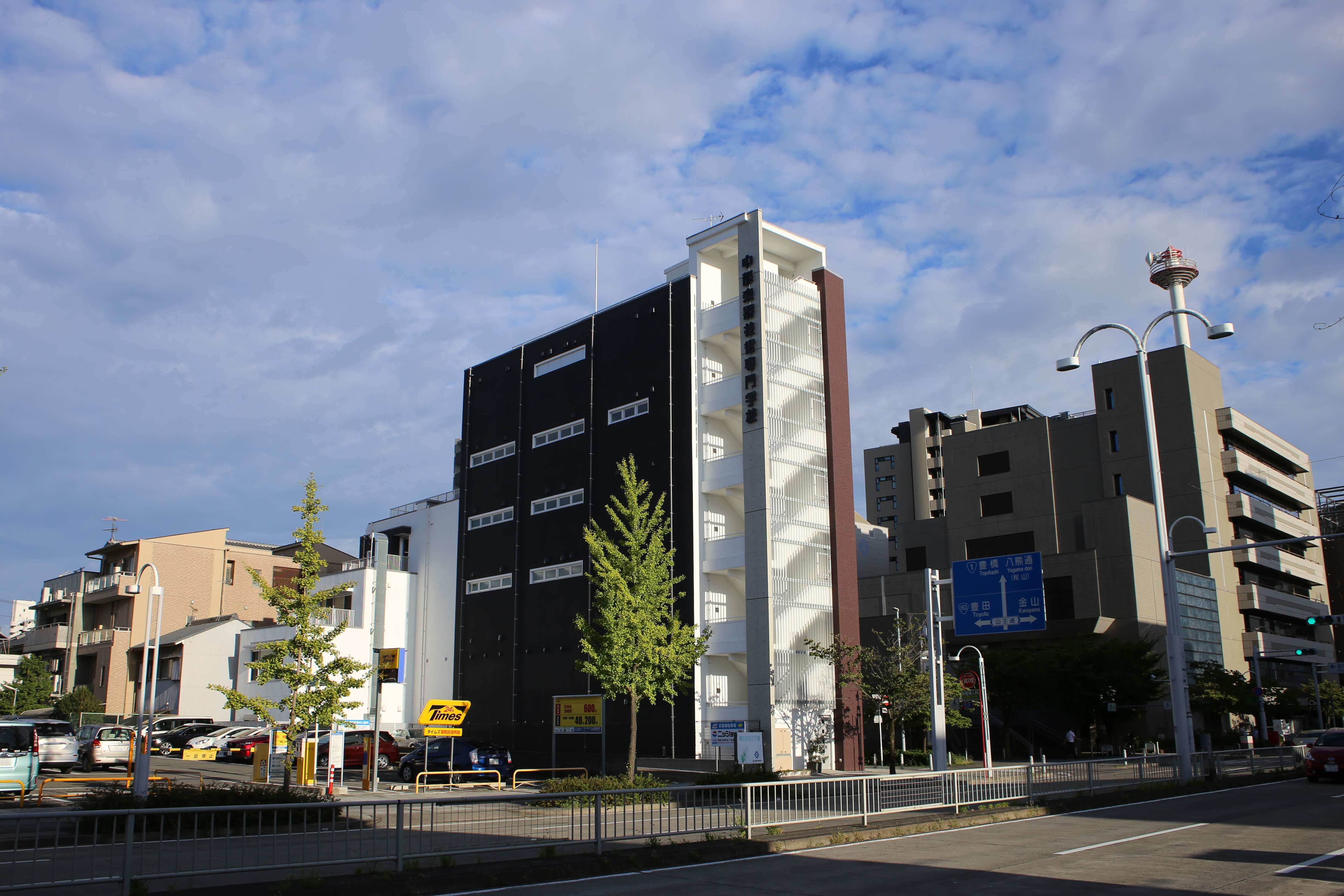
中部楽器技術専門学校